# Рязанский Ёган
Рязанский Ёган — река в России, протекает по Нижневартовскому району Ханты-Мансийского АО. Устье реки находится в 12 км по правому берегу протоки Большая Рязанка, впадающей в протоку Мега на 26 км от устья. Длина реки составляет 15 км.
Высота устья — 32 м над уровнем моря.

## Данные водного реестра
По данным государственного водного реестра России относится к Верхнеобскому бассейновому округу, водохозяйственный участок реки — Обь от впадения реки Вах до города Нефтеюганск, речной подбассейн реки — Обь ниже Ваха до впадения Иртыша. Речной бассейн реки — (Верхняя) Обь до впадения Иртыша.
Код объекта в государственном водном реестре — 13011100112115200041108.